# Lo specchio della follia
Lo specchio della follia (The Mad Room) è un film del 1969 diretto da Bernard Girard.
Il film è tratto da una piece teatrale ed è il remake di Tenebre un film del 1941 di Charles Vidor con Ida Lupino.

## Trama
Ellen è la segretaria di Gladys Warren alle prese con uno spinoso problema: suo fratello e sua sorella sono appena stati dimessi dal manicomio criminale in cui erano detenuti con l'accusa di aver ucciso i loro genitori. Non sapendo dove poterli mettere a vivere chiede alla padrona di ospitarli presso di loro e la signora accetta, poco tempo dopo però la donna viene trovata massacrata. Ellen pensa subito che i colpevoli siano i suoi fratelli e si affanna a nascondere le prove...